# Jacopo Mostacci
Jacopo Mostacci (Messina o Pisa, prima del 1240 – dopo il 1262) è stato un poeta italiano della Scuola siciliana.

## Biografia
Varie ipotesi sono state formulate sulla sua origine: secondo la rubrica del canzoniere Palatino Jacopo Mostacci sarebbe nato a Pisa, ma un'altra ipotesi, più accreditata, lo considera nativo di Messina e successivamente esule in Abruzzo; Francesco Torraca avanzò l'ipotesi di un'origine leccese. Falconiere ufficiale di Federico II di Svevia, nel 1240 fu mandato a Malta per catturare falchi e nel 1262, come ambasciatore, in Aragona, per conto di Manfredi, per accompagnare la figlia di questi, Costanza II di Sicilia, promessa sposa di Pietro III di Aragona. Risulta possessore di beni a Messina.

## Opere
È autore di quattro canzoni di gusto arcaico e provenzaleggiante, conservate nel manoscritto Vaticano Latino 3793, tra le opere di Rinaldo d'Aquino e Cielo d'Alcamo; in esse dominano i motivi convenzionali del timore per la perdita dell'amore e della necessità di nascondere il proprio sentimento.
Questi sono gli incipit:
- Amor ben veio che mi fa tenire
- A pena pare ch'io saccia cantare
- Umile core e fino e amoroso
- Mostrar vorria in parvenza

Partecipò anche ad una tenzone poetica sulla natura e origine di Amore con Giacomo da Lentini e Pier della Vigna composta da:
1. Sollicitando un poco meo savere di Jacopo Mostacci
2. Però ch'amore non si pò vedere di Pier della Vigna
3. Amore è uno desio che ven da' core di Iacopo da Lentini